# Алатей
Ала́тей (лат. Alatheus; ? — 387) — остготський (гревтунгський) вождь, регент та співправитель готського королівства з 376 року.

## Біографія
Разом з Сафраксом правив частиною племен гревтунгів, які під проводом короля Вітімира рушили з півдня України на захід до Дунаю і теренів Римської імперії, після поразки в битві з гунами і аланами під проводом князя Баламбера 376 року. Після смерті Вітімира неповнолітній Відеріх став королем остготів, проте, вожді усунули його від влади й фактично правили країною та племенами частини остготів.
Переправившися через Дунай на територію Східно-римської імперії, Алатей та Сафракс приєдналися до повстання Фрітігерна і разом з ним брали участь 378 року в битві з імператором Валентом при Адріанополі. Тоді кіннота Алатея і Сафрака вдалим маневром вирішила результат цієї битви на користь готів.
Відомо, що остготи й алани Алатея і Сафрака розселились імператором Граціаном у Паннонії з 380 року.
Помер 387 року.